# 김휘구
김휘구(1990년 8월 30일 ~ )는 대한민국의 뮤지컬 배우다.

## 방송
- 히든싱어 5 (2018) - 강타 편 5위

## 공연
- 홍대 Club SPOT 보컬 공연 (2009)
- 홍대 CLUB SOUND HOLIC 보컬 공연
- 롯데백화점 스타시티점 크리스마스 가요제 보컬 찬조공연
- 홍대 CLUB VERA 보컬 공연 (2010)
- 홍대 CLUB DGBD 보컬 공연 (2014)
- 바람처럼 불꽃처럼 (2015) - 신하/무사 역

## 수상
- 광화문 크리스마스 페스티벌 콘테스트 보컬 2위 (2012)
- 팔달문 지역 거리축제 대학가요제 본선진출 (2013)